# Пілиця (Сілезьке воєводство)
Піли́ця (пол. Pilica) — місто в південній Польщі, біля витоків річки Пілиця, центр однойменної гміни.
Належить до Заверцянського повіту Сілезького воєводства.

## Історія
Князь Юрій Збаразький від спадкоємців Падневських 28 лютого 1613 року набув за 35000 флоринів маєтності пілицькі.

## Демографія
Демографічна структура станом на 31 березня 2011 року:
|          | Загалом | Допрацездатний вік | Працездатний вік | Постпрацездатний вік |
| -------- | ------- | ------------------ | ---------------- | -------------------- |
| Чоловіки | 957     | 160                | 666              | 131                  |
| Жінки    | 990     | 125                | 570              | 295                  |
| Разом    | 1947    | 285                | 1236             | 426                  |

## Відомі особистості
В поселенні народився:
- Олександр Мошковський (1851—1934) — німецький письменник, сатирик, комедіограф, журналіст.